# Gillian Shephard, Baroness Shephard of Northwold

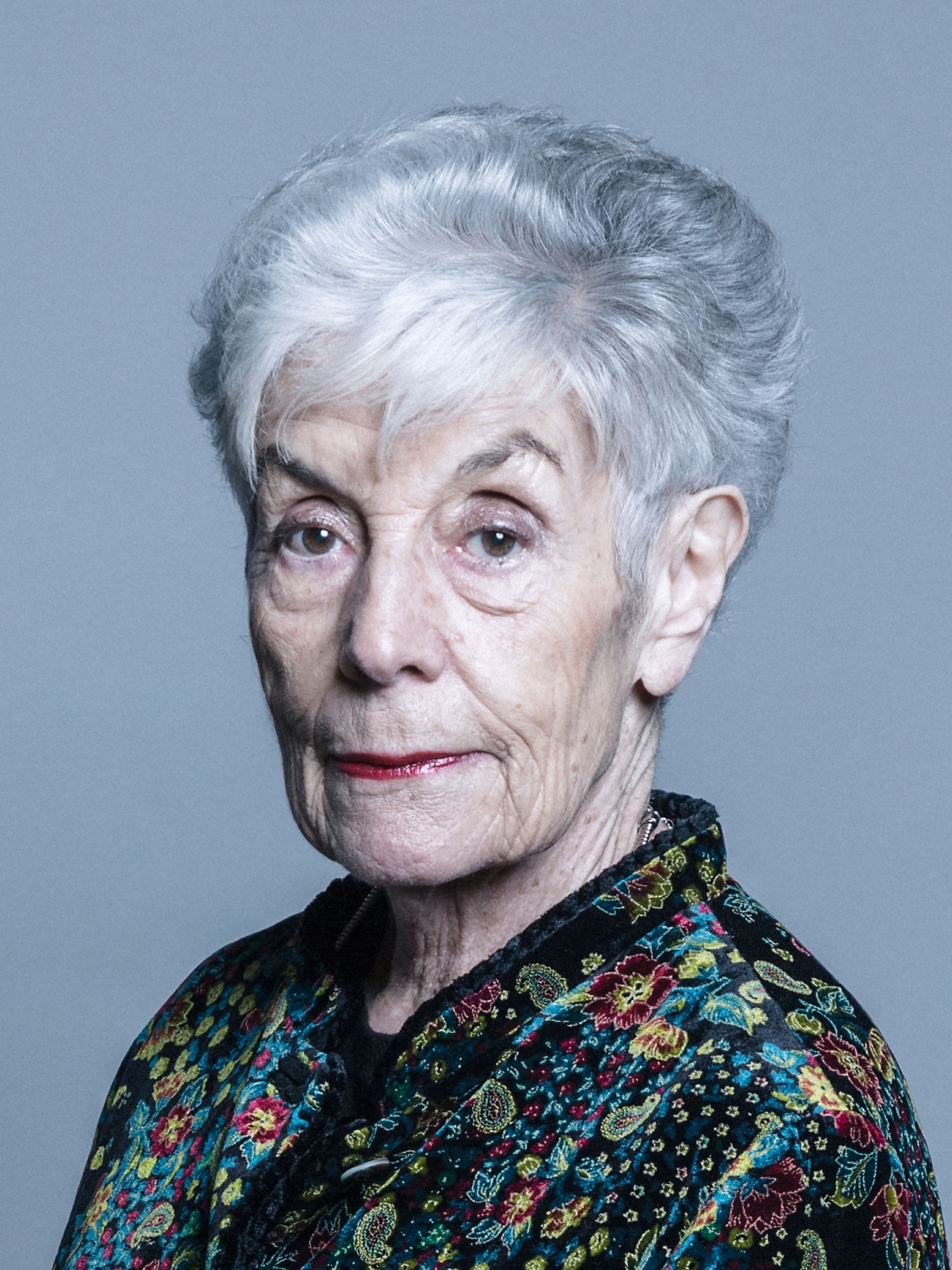
Gillian Shephard, Baroness Shephard of Northwold

Gillian Patricia Shephard, Baroness Shephard of Northwold, geborene Watts, PC, DL, JP (* 22. Januar 1940 in Cromer, Norfolk) ist eine britische Politikerin (Conservative Party).

## Leben und Karriere
Shephard wurde als Gillian Patricia Watts geboren, ihre Eltern waren Reginald und Bertha Watts. Sie besuchte die North Walsham Girls' High School in North Walsham. Sie studierte am St Hilda’s College der University of Oxford Moderne Sprachen (Modern Languages) und schloss mit dem Master of Arts (Oxbridge and Dublin) ab. Watts wurde Lehrerin und arbeitete als Schulrätin für das Norfolk County Council von 1963 bis 1975. Shephard ist seit 1973 Friedensrichterin. Von 1975 bis 1977 arbeitete sie für Anglia Television. Von 1977 bis 1989 war sie Mitglied (Councillor) des Norfolk County Council, 1982 bis 1987 stellvertretende Vorsitzende.
Shephard ist seit 27. Dezember 1975 mit Thomas Shephard verheiratet. Sie hat zwei Stiefsöhne. Im Jahr 2000 veröffentlichte sie ihre Memoiren, Shephard's Watch: Illusions of Power in British Politics.

## Mitgliedschaft im House of Commons
Shephard wurde 1987 für den Wahlkreis South West Norfolk für die Conservative Party ins House of Commons gewählt und vertrat diesen Wahlkreis bis 2005.
Sie hatte mehrere Positionen als Parlamentarische Staatssekretärin inne. Von 1988 bis 1989 übte sie dieses Amt unter dem damaligen Economic Secretary to the Treasury und späteren Financial Secretary to the Treasury Peter Lilley aus.
Von 1989 bis 1990 war sie Staatssekretärin im Department of Social Security, später im Department for Work and Pensions. Sie war von 1990 bis 1992 Staatsministerin (Minister of State) im Treasury. 1992 wurde sie in den Privy Council aufgenommen. Von 1992 bis 1993 war sie Ministerin für Arbeit und Frauenfragen (Secretary of State for Employment and for Women’s Issues). Shephard war von 1993 bis 1994 Agrarministerin (Minister of Agriculture, Fisheries and Food). Von 1995 bis 1997 war sie Bildungsministerin (Secretary of State for Education (and Employment)). Mit dem Machtwechsel 1997 schied sie aus dem Kabinett aus. Von 1997 bis 1999 war sie anschließend, während der Opposition der Konservativen Partei, als Abgeordnete Mitglied der House of Commons Commission.
Der damalige Vorsitzende der Konservativen Partei, William Hague, übertrug Shephard mehrere Schattenämter. 1997 wurde Shephard von Hague zur Schattenvorsitzenden des House of Commons (Shadow Leader of the House of Commons) „ernannt“ und blieb dies bis 1998. Gleichzeitig war sie Schattenkanzlerin des Herzogtums Lancaster (Shadow Chancellor of the Duchy of Lancaster). 1997 bis 1999 war sie Schattenministerin für Umwelt, Transport und Regionen (Shadow Secretary of State for the Environment, Transport and the Regions).

## Mitgliedschaft im House of Lords
Shephard wurde am 21. Juni 2005 zum Life Peer als Baroness Shephard of Northwold, of Northwold in the County of Norfolk, ernannt. Im House of Lords gehört sie den Auswahlausschüssen Selection und Procedure seit 2007 an.
Zu ihren politischen Interessengebieten zählt Shephard Verfassungsfragen, das Erziehungswesen, die Agrarwirtschaft und ländliche Fragen. Als Länder von besonderem Interesse gibt sie auf der Seite des House of Lords Frankreich und die Länder Lateinamerikas an.
Seit 2006 ist sie Vizepräsidentin der Israel Group. Seit 2007 ist Shephard Vorsitzende der Scientific Research in Learning and Education Group.

## Parteiämter
Von 1991 bis 1992 war Shephard gemeinsame stellvertretende Vorsitzende der Conservative Party (Joint Deputy Chairman). Von 2001 bis 2003 war sie Vorsitzende der Conservative Candidates Development Unit. 2002 bis 2003 war sie erneut stellvertretende Parteivorsitzende. Seit 2006 ist sie Vorsitzende der Association of Conservative Peers und seit 2007 ist sie Mitglied des Conservative Party Board.

## Weitere Ämter und Ehrungen
Sie war auch in mehreren internationalen Körperschaften aktiv. Von 2000 bis 2007 war sie Mitglied im Franco-British Council. Seit 2005 ist sie Vorsitzende der Franco-British Society.
Von 2003 bis 2007 war sie Mitglied des Committee on Standards in Public Life. Seit 2003 ist sie Vorsitzende des East of England Biofuels Forum. Seit 2005 leitet sie das
Video Standards Council, seit 2006 ist sie Schirmherrin der Workers Educational Association. Seit 2009 ist sie auch Präsidentin der Norfolk Association of Local Councils.
1991 wurde sie Honorary Fellow des St Hilda's College. Von 2000 bis 2006 war Shephard Mitglied des Aufsichtsrates (Council) der University of Oxford. Seit 2003 ist sie Deputy Lieutenant von Norfolk.

## Veröffentlichungen
- Shephard's Watch. Illusions of Power in British Politics. Politico's Publishing Ltd., London 2000, ISBN 1-902301-56-0.